# Радкевич Анатолій Валентинович
Анато́лій Валенти́нович Радке́вич доктор технічних наук, професор, член Академії будівництва України, член Транспортної Академії України, проректор з науково-педагогічної, економічної роботи, перспективного та інноваційного розвитку Дніпровського національного університету залізничного транспорту імені академіка В. Лазаряна.

## Біографія
Народився 22 березня 1961 року в Житомирській області. В 1979 році вступив до Горківського вищого військового будівельно-командного училища. В 1983 році отримав кваліфікацію офіцера з вищою військово-спеціальною освітою, інженера з будівництва та експлуатації будівель і споруд.
- 1983—1992 — проходить військову службу в тому ж училищі на командних посадах.
- З 1990 року начальник відділу лабораторного обладнання в училищі.
- 1992 — переводиться для подальшого проходження служби до м. Дніпропетровськ  (нині м. Дніпро).
- 1992—1994 — викладач, старший викладач кафедри військової підготовки в Придніпровській державній академії будівництва та архітектури [Архівовано 31 березня 2019 у Wayback Machine.]
- 1994 рік — викладач кафедри військової підготовки  Дніпровського державного технічного університету залізничного транспорту (нині Дніпровський національний університет залізничного транспорту імені академіка В. Лазаряна), де з 2001 по 2016 рік займає посаду начальника кафедри.
- 1995 — захистив дисертацію та здобув науковий ступінь кандидата технічних наук (тема дисертації «Визначення раціонального періоду відновлення об'єктів житлово-комунального комплексу»).
- В 1999 році отримує вчене звання доцента.
- 2006 — захистив дисертацію та здобув науковий ступінь доктора технічних наук (тема дисертації «Системотехнічні аспекти організаційно-технологічних рішень відновлення об'єктів транспортного комплексу»).
- В 2009 році отримує вчене звання професора кафедри будівельного виробництва та геодезії
- 2016—2017 рік — очолює кафедру «Будівельне виробництво та геодезія»

З 1 листопада 2017 року призначений на посаду проректора з науково-педагогічної, економічної роботи, перспективного та інноваційного розвитку Дніпровського національного університету залізничного транспорту імені академіка В. Лазаряна.

## Нагороди
- Знак «Залізнична Слава» третього ступеня (2003)
- Знак «Почесний залізничник»(2004)
- Знак «Залізнична Слава» другого ступеня (2006)
- Знак «Почесний працівник транспорту України» (2006)
- Медаль Академії будівництва України ім. академіка М. С. Буднікова (2008)
- Заохочувальна відзнака «Гідність і честь» другого ступеня (2008)
- Відзнака «За сприяння Збройним Силам України» (2009)
- Знак «За видатну службу у транспортних військах» другого ступеня (2010)
- Заохочувальна відзнака «Гідність і честь» першого ступеня (2011)
- Відзнака Міністерства Оборони України «Вогнепальна зброя» (2011)
- Знак «За наукові та освітні досягнення» (2015)
- Почесна грамота «За особливі заслуги перед українським народом» (2016)

## Науковий доробок
Професором Радкевичем А. В. опубліковано більше 160 наукових праць: з них 8 монографій, 10 навчальних посібників, 8 патентів, 1 ДСТУ, статті (8 з них опубліковано в фахових виданнях, що індексуються в наукометричних базах Scopus і Web of Science), тези.

## Найважливіші публікації
- 1. «Оптимальні моделі організації будівельного виробництва». Навчальний посібник. — Запоріжжя: Видавництво «ЗДІА», 2003. — 170 с.
- 2. «Модели управления проектами». Учебное пособие. — Запорожье: ГУ «ЗИБМУ», 2004. — 320 с.
- 3. «Модели принятия управленческих решений». Монография. Запорожье, 2005 г. — 321 с.
- 4. «Системотехнічні аспекти організаційно-технологічних рішень відновлення споруд». Монографія. Дніпропетровськ, 2005 р. — 346 с.
- 5. «Організація і технічне забезпечення робіт по відновленню залізничного об'єкта». Навч. посібник. Дніпропетровськ: ДНУЗТ, 2005. — 102 с.
- 6. «Основи управління Держспецтрансслужби». Навч.посібник, Дніпропетровськ ДНУЗТ, 2007. — 154 с. (гриф № 14/18-Г-1144 від 16.07.2007)
- 7. «Обслуговування та ремонт техніки Державної спеціальної служби транспорту». Навч. посібник, Дніпропетровськ ДНУЗТ, 2008. — 290 с. (гриф № 14/18-Г-1191 від 27.11.2006)
- 8. «Організація зберігання техніки та технічного майна Держспецтрансслужби». Навч. посібник, Дніпропетровськ ДНУЗТ, 2008. — 228 с. (гриф № 14/18-Г-133 від 18.01.2008)
- 9. «Наукові основи вироблення рішень реалізації складних проектів». Монографія, Дніпропетровськ, 2008. 252 с.
- 10. «Державна спеціальна служба транспорту — Історія і сьогодення. Перспектива та пріоритети розвитку». Монографія колективу авторів/ Наук. Ред.. доктор технічних наук, професор А. В. Радкевич — Дн-вськ: Вид-во Маковецький. 2013. — 204 с.
- 11. «Управління будівельними проектами». Навчальний посібник. Російською мовою. Для іноземних студентів. 2017. — 205 с.
- 12.  ДСТУ-Н Б В.2.6-214:2016 «Настанова з улаштування та експлуатації дахів будинків, будівель і споруд» [Архівовано 18 лютого 2020 у Wayback Machine.] / Худенко В. Ф., Глущенко. В. М. // Київ, ДП «УкрНДНЦ», 2017
- 13.  Sustainable housing and human settlement: (monograph)/ Radkevich A., Nikiforova T., Sopilniak A., Shevchenko T. // Dnipro — Bratislava: SHEE  «Prydniprovska State Academy of Civil Engineering and Architecture» — Slovak University of Technology in Bratislava, 2018. — 263 р. ISBN 978-966-323-182-2. р. 94-101
- 14. Innovative lifecycle technologies of housing, Industrial and transportation objects: (monograph) / Pshynko O., Radkevich A., Netesa A. // Dnipro — Bratislava: SHEE  «Prydniprovska State Academy of Civil Engineering and Architecture» — Slovak University of Technology in Bratislava, 2018. — 127 p. ISBN 978-966-323-190-7 р.21-29
- 15.  Відновлення штучних будов (навчальний посібник) [Архівовано 20 липня 2020 у Wayback Machine.] / Радкевич А. В., Лісняк О. П., Горбатюк Ю. М., Лихопьок П.А // Дніпровський національний університет залізничного транспорту ім. ак. В. Лазаряна. — Дніпро, 2018. — 406 ст
- 16. Технологія спеціальних робіт (навчальний посібник) / Пшінько О. М., Радкевич А. В., Нетеса М. І., Нетеса А. М. // Дніпровський національний університет залізничного транспорту ім. ак. В. Лазаряна. — Дніпро, 2020. — 433 ст